# Clyde Stubblefield
Clyde Austin Stubblefield (ur. 18 kwietnia 1943 r. w Chattanooga, zm. 18 lutego 2017 r. w Madison) – amerykański perkusista, muzyk.
Najbardziej znany ze współpracy z Jamesem Brownem, jego gra do dziś uważana jest za klasyk perkusji w funku. Jego solówki perkusyjne w utworach takich jak „Funky Drummer” czy „Funky President” były często używane jako sample w utworach z gatunku hip-hop.

## Dzieciństwo
Clyde Stubblefield urodził się 18 kwietnia 1943 roku w Chattanooga, jego rodzicami byli Vena Stubblefield oraz Frank D. Pierwszy raz grę na perkusji zobaczył podczas jednej z parad w mieście i występ tamtego perkusisty zainspirował go, aby samemu rozpocząć naukę gry na tym instrumencie. Pierwsze rytmy grywał sam – najpierw nucił je sobie w głowie, następnie przenosił je na bębny a jego główne otoczenie oraz miejsce, w którym się wychowywał wywarło na nim spory wpływ, który ukształtował brzmienie jego perkusji. Początkowo grywał w lokalnych zespołach, takich jak Blue Shufflers, Inclines oraz Cascades. Na początku lat 60. przeniósł się do Macon w stanie Georgia, gdzie grywał u boku gitarzysty Eddiego Kirklanda oraz odbywał trasy koncertowe z szeroko wtedy znanym Otisem Reddingiem. 

## Kariera

### Współpraca z Jamesem Brownem (1965-1970)
W 1965 roku obecny w Macon James Brown dostrzegł grającego Stubblefielda i poprosił go o spotkanie, co zaowocowało przyjęciem go do jego zespołu. Przez kolejne sześć lat, zespół miał dwóch perkusistów – Clyde'a Stubblefielda oraz Johna „Jabo” Starksa. Obaj perkusiści na przestrzeni kilku lat grając w zespole Browna, dali podwaliny pod nowoczesne funkowe brzmienia perkusyjne.
Clyde Stubblefield stworzył perkusję pod wiele klasycznych utworów Jamesa Browna, w tym „Cold Sweat”, „There Was a Time”, „I Got the Feelin”, „Say It Loud – I'm Black and I'm Proud”, „Ain't It Funky Now”, „Mother Popcorn”, „Give It Up or Turnit a Loose” czy „Get Up, Get into It, Get Involved”.
Jego solówka perkusyjna w utworze „Funky Drummer” jest jednym z najczęściej wykorzystywanych sampli w historii muzyki, głównie w muzyce hip-hop. Można ją usłyszeć w utworach takich wykonawców jak Public Enemy, Run-DMC, N.W.A, LL Cool J, Beastie Boys, Dr. Dre, Jay-Z, oraz w innych gatunkach, w utworach m.in. George'a Michaela czy Eda Sheerana. Pomimo szerokiego uznania wśród fanów jego muzyki i wykonawców, którzy wykorzystywali fragmenty jego perkusji, nie był często wymieniany jako faktyczny twórca perkusji, przez co nie dostawał zbyt często należytego wynagrodzenia za sukcesu danego utworu, w którym umieszczona była jego gra. W 2009 wystąpił w filmie PBS „Copyright Criminals” dotyczącym aspektów prawnych oraz samplingu w przemyśle muzycznym.

### Dalsza kariera
Od 1971 roku żył w Madison w stanie Wisconsin. Tam również założył swój zespół The Clyde Stubblefield Band, z którym przez ponad dwadzieścia lat grywał w poniedziałkowe wieczory w centrum miasta. W 2011 roku zrezygnował z występów, przekazując zespół w ręce swojego siostrzeńca Breta Stubblefielda.
Przez swój okres życia w Madison pracował z wieloma artystami z tegoż miasta, takimi jak Steve Skaggs, Luther Allison, Cris Plata, Randy Sabien, trio Common Faces oraz grupą NEO. Ponadto nagrywał z byłymi członkami grupy Jamesa Browna, takimi jak Bootsy Collins, Maceo Parker oraz „Jabo” Starks. Jako grupa, w 1999 roku wydali album „Bring the Funk on Down”.
Pierwszy solowy album Stubblefielda zatytułowany „The Revenge of the Funky Drummer” został wydany w 1997, którego produkcją zajął się Richard Mazda. W 2002 roku wydał album „The Original Funky Drummer Breakbeat Album” zawierający 26 utworów, w których zawarta była wyłącznie perkusja. Rok później wydał album „The Original” za którego produkcję odpowiadał Leo Sidran.
Razem z Johnem Starksem jako grupa Funkmasters wydali dwa albumy – w 2001 roku „Find the Groove” oraz w 2006 „Come Get Summa This”. W 2007 roku, duet dołączył do koncertu Bootsy'ego Collinsa w Kentucky zorganizowanym ku pamięci Jamesa Browna. Obydwaj byli perkusistami na albumie byłego członka zespołu Jamesa Browna, Freda Wesley'a na jego albumie „Funk for Your Ass” wydanym w 2008 roku.
W 2009 roku Clyde Stubblefield musiał pilnie przejść transplantację nerki. Muzycy w Madison zorganizowali zbiórkę pieniędzy, z której dochód przekazali Stubblefieldowi na dalsze leczenie. Jego żona, Jody Hannon, była najważniejszą mu wtedy osobą, odpowiadającą za dalsze leczenie.
W 2015 roku został uruchomiony fundusz dający stypendia uczniom kształtującym się muzycznie, który został nazwany jego nazwiskiem.

## Śmierć
Clyde Stubblefield zmarł 18 lutego 2017 r. w Madison w wyniku niewydolności nerek. W 2000 roku pokonał raka i od tamtego momentu, borykał się z chorobą nerek. Pozostawił żonę, Jody Hannon.

## Dyskografia

### Solo
- The Revenge of the Funky Drummer (1997)
- Find the Groove (2001)
- The Original Funky Drummer Breakbeat Album (2002)
- The Original (2003)
- Come Get Summa This (2006)

### Współprace

#### Fred Wesley
- Funk for Your Ass (2008)

#### The J.B.'s
- Bring the Funk on Down (1999)

#### Ben Sidran
- Don't Let Go (1974)

Garbage
- Garbage (1995)

#### James Brown (wybrane)
- Cold Sweat (1967)
- It's a Mother (1969)
- Say It Loud – I'm Black and I'm Proud (1969)